# Publi Magi Ciló
Publi Magi Ciló (Publius Magius Cilo) fou l'assassí de Marc Claudi Marcel (cònsol el 51 aC) al Pireu el [45 aC]. Després del crim es va suïcidar. Era client de Marcel i van circular rumors que Juli Cèsar havia instigat l'assassinat. Brut va escriure a Ciceró defensant a Cèsar d'aquesta acusació. Sembla que els motius reals del crim foren més aviat personals.